# 铁城东门城墙遗址
铁城东门城墙遗址，位于中国广东省中山市石岐区扒沙街内，为原香山县城墙（注：香山县城称作铁城）的遗址，现存长度约32米，墙高50米多，墙厚约8米。1990年12月，列入中山市文物保护单位。